# Заффони, Джованни Мария, прозванный Кальдерари

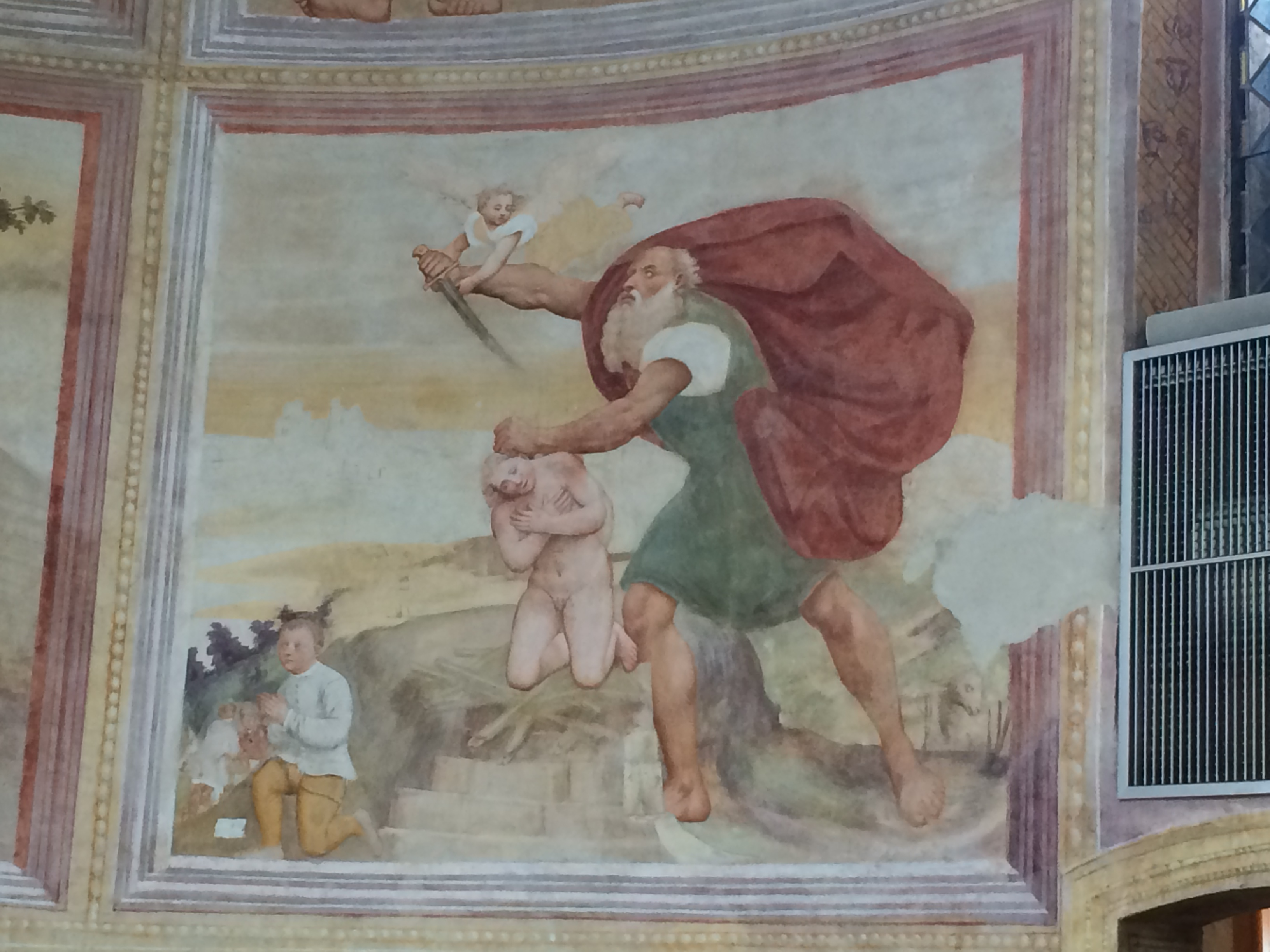
Жертвоприношение Исаака. Фреска. Церковь Пресвятой Троицы, Порденоне

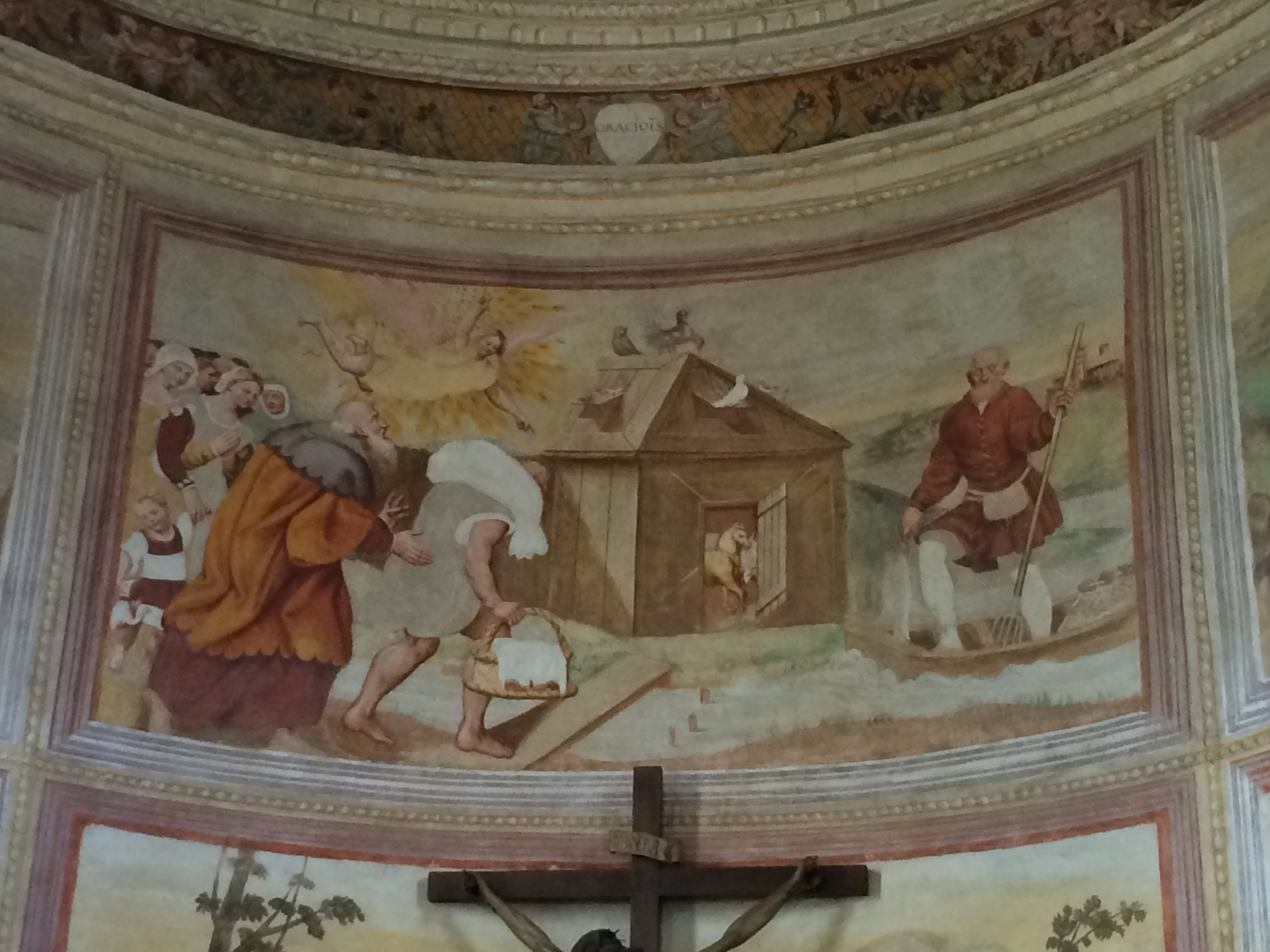
Ноев ковчег. Фреска. Церковь Пресвятой Троицы, Порденоне

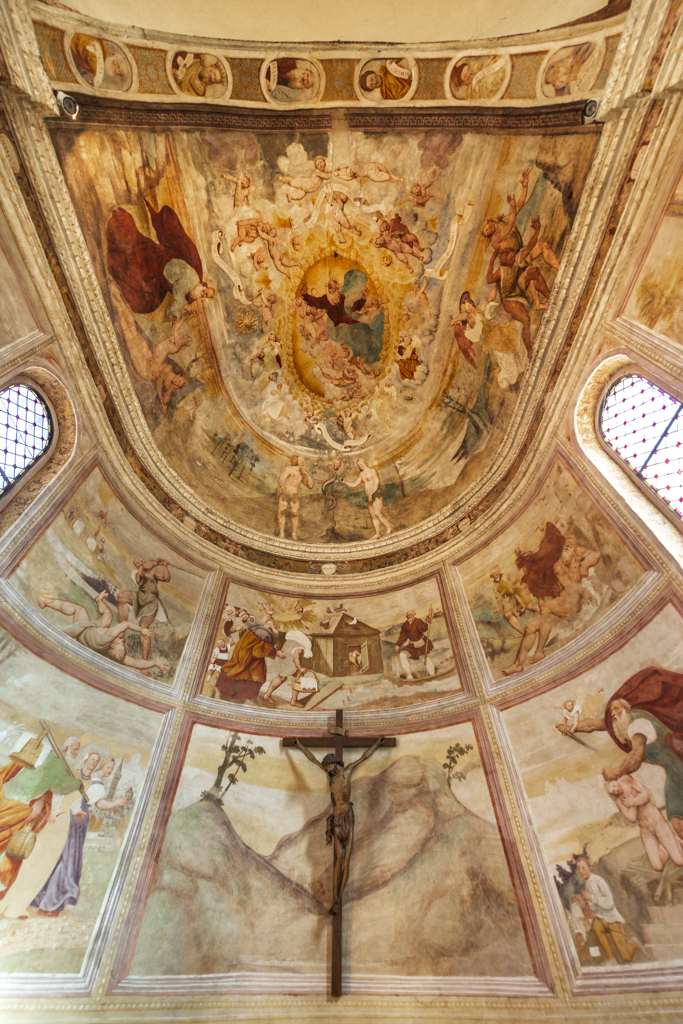
Церковь Пресвятой Троицы, Порденоне. Росписи апсиды

Джованни Мария Заффони (Дзаффони), прозванный Кальдерари (итал. Giovanni Maria Zaffoni, Calderari; ок. 1500, Порденоне — после 1570) — итальянский живописец эпохи позднего Возрождения и начала маньеризма, родом из венецианской Террафермы («Tвёрдой земли») провинции Фриули на севере Италии.

## Биография
Джованни Мария родился в маленьком селении Порденоне во Фриули в итальянском регионе Фриули-Венеция-Джулия. Он также известен как «Кальдерари» («Медник», возможно прозвание от профессии отца). Он был учеником Порденоне, а затем Помпонио Амальтео.
Он написал фрески со сценами из жизни Христа и Девы Марии в капелле Мантика кафeдрального собора Порденоне (1554—1555). Он расписал фресками церковь Святой Троицы также в Порденоне и в «маленькой церкви Сан-Рокко» (chiesetta di San Rocco) в Монтереале-Вальчеллина (регион Фриули-Венеция-Джулия; 1560—1563), которые можно увидеть в апсиде.
Во Фьюме-Венето, в древней приходской церкви Пешинканны, ему приписывают фрески, изображающие Рождество, различных святых и Святого Покровителя с оружием в руках.
В Зоппола, в небольшой церкви Санто-Стефано имеется алтарнай образ Заффони, изображающий Мадонну с Младенцем Иисусом. В Епархиальном музее сакрального искусства в Порденоне можно увидеть расписной алтарный образ с изображением «Установления Евхаристии» (1547).